# Joseph Powell (Politiker)

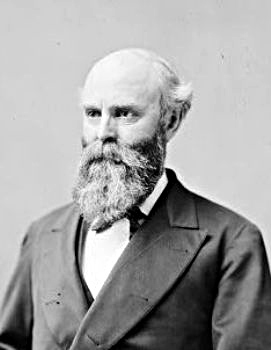
Joseph Powell

Joseph Powell (* 23. Juni 1828 in Towanda, Bradford County, Pennsylvania; † 24. April 1904 ebenda) war ein US-amerikanischer Politiker. Zwischen 1875 und 1877 vertrat er den Bundesstaat Pennsylvania im US-Repräsentantenhaus.

## Werdegang
Joseph Powell besuchte vorbereitende Schulen und arbeitete danach im Handel sowie im Bankgewerbe. Zwischen 1870 und 1889 war er Präsident der First National Bank of Towanda. Politisch schloss er sich der Demokratischen Partei an. Bei den Kongresswahlen des Jahres 1874 wurde er im 15. Wahlbezirk von Pennsylvania in das US-Repräsentantenhaus in Washington, D.C. gewählt, wo er am 4. März 1875 die Nachfolge von John Alexander Magee antrat. Da er im Jahr 1876 nicht bestätigt wurde, konnte er bis zum 3. März 1877 nur eine Legislaturperiode im Kongress absolvieren.
Zwischen 1885 und 1889 arbeitete Joseph Powell für die Steuerbehörde im Hafen von Philadelphia; von 1889 bis 1893 war er Sheriff im Bradford County. Er starb am 24. April 1904 in seiner Heimatstadt Towanda, wo er auch beigesetzt wurde.